# فيلزدروف
فيلزدروف (بالألمانية: Wilsdruff) هي قرية و بلدة ألمانية تقع في سويسرا السكسونية-جبال الخام الشرقية ‏ في ألمانيا. يقدر عدد سكانها بـ 13,762 نسمة .

## المدن التوأمة
مدينة Graben-Neudorf هي مدينة توأمة لفيلزدروف.